# Amulius
Amulius – król miasta Alba Longa w mitologii rzymskiej. Był bratem Numitora i stryjem Rei Sylwii.
Po wygnaniu starszego Numitora, objął po nim tron Alby Longi i zmusił Reę Sylwię, aby została westalką (jedną z kapłanek które ślubowały czystość) dlatego, że był o nią zazdrosny. Miało to spowodować nienarodzenie się jej dzieci. Kiedy Rea Sylwia za sprawą Marsa zaszła w ciążę (Romulus i Remus), Amuliusz uwięził ją, a jej synów nakazał utopić w Tybrze. Bliźnięta uniknęły śmierci i wychowały się na wsi. Po latach bracia dowiedzieli się o swym pochodzeniu. Wrócili do Alby Longi i zabili Amuliusza.